# Саки монах
Саки монах (Pithecia monachus) е вид бозайник от семейство Сакови (Pitheciidae).

## Разпространение
Видът е разпространен в Бразилия, Еквадор, Колумбия и Перу.